# 泰勒縣 (肯塔基州)
泰勒縣（英語：Taylor County）是位於美國肯塔基州中部的一個縣。面積718平方公里。根據美國2000年人口普查，共有人口22,927人。縣治坎貝爾斯維爾。泰勒縣成立於1848年3月1日。縣名紀念第十二任總統扎卡里·泰勒（1849年至1850年任职）。本縣為一禁酒的縣。县内唯一一个可以出售酒的地方是县治坎贝尔斯维尔的一个饭店。该饭店至少有50个座位，其营销至少70%来自于食品（其中包括不含酒精的饮料）。肯塔基法律规定允许销售酒的饭店不准拥有专门饮酒的酒吧，而且饮料只能和食品一起销售。

## 地理
根据美国人口调查局数据泰勒縣总面积717平方公里，其中陆地面积699平方公里，水域面积18平方公里。

### 周边县
- 馬里昂縣（北）
- 凱西縣（东）
- 亞代爾縣（东南）
- 格林縣（南和西）
- 拉魯縣（西北）

## 人口
| 调查年                                | 人口   | 备注 | %±    |
| ------------------------------------- | ------ | ---- | ----- |
| 1850                                  | 7,250  |      | —     |
| 1860                                  | 7,481  |      | 3.2%  |
| 1870                                  | 8,226  |      | 10.0% |
| 1880                                  | 9,259  |      | 12.6% |
| 1890                                  | 9,353  |      | 1.0%  |
| 1900                                  | 11,075 |      | 18.4% |
| 1910                                  | 11,961 |      | 8.0%  |
| 1920                                  | 12,236 |      | 2.3%  |
| 1930                                  | 12,047 |      | −1.5% |
| 1940                                  | 13,556 |      | 12.5% |
| 1950                                  | 14,403 |      | 6.2%  |
| 1960                                  | 16,285 |      | 13.1% |
| 1970                                  | 17,138 |      | 5.2%  |
| 1980                                  | 21,178 |      | 23.6% |
| 1990                                  | 21,146 |      | −0.2% |
| 2000                                  | 22,927 |      | 8.4%  |
| http://ukcc.uky.edu/~census/21217.txt |        |      |       |

根据2000年的人口普查泰勒縣有22,927名居民，分9233个户，6555个家庭，其人口密度为每平方公里33人。其中美国白人占93.62%、非裔美国人占5.06%、美洲土著人占0.10%、亚裔美国人占0.18%、太平洋土著人占0.02%、其它人种占0.32%、混血儿占0.70%。西班牙裔和其它拉丁美洲裔的人占0.82%。
县内的9233个户里30.9%有18岁以下的未成年人、56.4%是结婚夫妇、11.5%是带孩子的单身妇女、29.0%不是家庭、26.0%是单身汉、12.2%有65岁以上的老年人。平均每户2.41人，每个家庭2.89人。
县内人口结构为23.4%在18岁以下、10.4%在18至24岁之间、26.9%在25至44岁之间、24.1%在45至64岁之间、15.2%在65岁以上。平均年龄为38岁。女子对男子的性别比为100：92.7。成年人的性别比为100：88.7。
县内户的平均年收入为28,089美元，家庭的平均年收入为33,854美元。男子的人均年收入为26,633美元，女子的人均年收入为20,480美元。人均年收入为15,162美元。约14.2%的家庭和17.5%的人口生活在贫困线以下，其中包括23.7%的未成年人和18.3%的老年人。
37°22′N 85°20′W / 37.37°N 85.33°W